# Le Journal d'Ellen Rimbauer
Pour plus de détails, voir Fiche technique et Distribution.
Le Journal d'Ellen Rimbauer (titre original : The Diary of Ellen Rimbauer) est un téléfilm américain de 2003, réalisé par Craig R. Baxley et écrit par Ridley Pearson, d'après son propre roman, The Diary of Ellen Rimbauer: My Life at Rose Red (en), écrit sous le pseudonyme de Joyce Reardon, Ph. D, ce roman reprenant lui-même les personnages et le contexte de la mini-série Rose Red, scénarisée par Stephen King. Il a été diffusé pour la première fois le 12 mai 2003 aux États-Unis sur ABC.

## Synopsis
Ellen Rimbauer vient de recevoir, en cadeau de mariage, de la part de son nouveau mari John, un manoir, le Rose Red. John est un magnat du pétrole, basé à Seattle qu'Ellen ne connaît finalement pas si bien. Elle lui découvre un passé sombre, notamment des disparitions inexpliquées de personnes de son entourage. De plus, des événements étranges commencent à se produire à Rose Red…

## Distribution
- Lisa Brenner : Ellen Gilcrest Rimbauer
- Steven Brand : John Rimbauer
- Tsidii Le Loka : Sukeena
- Kate Burton : Connie Posey
- Brad Greenquist : Doug Posey
- Deirdre Quinn : Fanny

## Récompenses
Nominations
- Saturn Award :
  - Saturn Award du meilleur téléfilm 2004